# Piper afflictum
Piper afflictum är en pepparväxtart som beskrevs av William Trelease. Piper afflictum ingår i släktet Piper och familjen pepparväxter. Inga underarter finns listade i Catalogue of Life.